# 斯沃博德內 (別里斯拉夫區)
47°33′16″N 33°8′26″E / 47.55444°N 33.14056°E
斯沃博德内（烏克蘭語：Свободне）是位於烏克蘭南部的村莊，由赫爾松州別里斯拉夫區的科丘貝伊夫卡市鎮負責管轄。該村始建於1929年，面積6.21平方公里，海拔高度82米，2001年人口149，人口密度每平方公里24人。